# Son of Dork
I Son of Dork sono stati un gruppo britannico, formatosi nel 2005 e attivo fino al 2008, di genere pop rock.

## Storia
Il gruppo è stato fondato da James Bourne, che decise di proseguire la propria carriera con un nuovo gruppo, dopo lo scioglimento dei Busted di cui era stato membro fino al 2005. Nel maggio dello stesso anno l'artista ha tenuto delle audizioni per selezionare i musicisti che avrebbero composto la formazione, quest'ultima svelata nel mese di settembre. Il nome Son of Dork è stato ispirato da un canto presente nel film Piccola peste. Il loro singolo di debutto, Ticket Outta Loserville, è stato pubblicato nel novembre 2005 e ha raggiunto la terza posizione della classifica ufficiale britannica dei singoli e la quindicesima in Irlanda. Il singolo ha anticipato la pubblicazione del loro album di debutto, intitolato Welcome to Loserville, pubblicato dall'etichetta discografica Mercury e che raggiunse il trentacinquesimo posto nella classifica del Regno Unito e ottenendo consensi anche in Giappone, dove raggiunse la posizione numero 28 in classifica. L'album è stato supportato dalla pubblicazione di un secondo singolo, Eddie's Song, estratto nel successivo mese di gennaio e che ha raggiunto il decimo posto della classifica britannica, raggiungendo la posizione numero 24 in Irlanda. Al termine del suo ciclo commerciale, l'album ha ottenuto un disco d'oro nel Regno Unito e venduto circa centomila copie, nonostante il cantante del gruppo abbia sottolineato, dopo alcuni anni, lo scarso supporto radiofonico e dalla stessa casa discografica.
L'uscita del secondo album in studio era stata annunciata per gli inizi del 2007, ma a causa di numerosi problemi con la casa discografica e tra i membri stessi del gruppo, l'uscita di Lights Out è stata posticipata e successivamente annullata in seguito allo scioglimento del gruppo, avvenuto nel 2008.
L'11 luglio 2007 David Williams ha abbandonato il gruppo per intraprendere una nuova carriera con il gruppo Kobe, di cui era il bassista e che avrebbe dovuto pubblicare un album di debutto agli inizi del 2008, ma ha successivamente lasciato il gruppo per unirsi agli Adelaide, gruppo musicale con base nel Surrey. Successivamente anche Chris Leonard ha abbandonato il gruppo nell'ottobre 2007. James Bourne ha avviato una fortunata carriera come solista.
Nel 2009, dall'unico album prodotto dal gruppo è stato tratto un musical portato in scena al Youth Music Theatre di Londra nel mese di agosto e ideato da Bourne insieme a Elliot Davis. Il musical è stato successivamente replicato in diverse città inglesi, a più riprese, nel 2012 e nel 2015, giungendo negli Stati Uniti d'America nel gennaio del 2020 con la regia di Matt J. Bannister.

## Stile e influenze
Il gruppo è stato considerato dalla critica come una naturale prosecuzione della precedente formazione di Bourne, i Busted, e il loro unico album risulta essere ugualmente orecchiabile e dai testi coerentemente abili, seppur con una sonorità più condizionata dall'utilizzo della chitarra. La loro produzione è stata considerata di respiro statunitense, e il gruppo fu paragonato ai blink-182 e ai Wheatus.

## Formazione

### Formazione finale
- James Bourne - chitarra ritmica, voce
- Steve Rushton - basso, voce
- Danny Hall - batteria

### Ex componenti
- David Williams - basso (2005-2007)
- Chris Leonard (2005-2007)

## Discografia

### Album in studio
- 2005 - Welcome to Loserville

### Singoli
- 2005 - Ticket Outta Loserville
- 2005 - Eddie's Song
- 2006 - We're Not Alone

## Tournée
- Welcome to Loserville Live Radio Tour 2006
- The Skegness Circular 2007
- Sic Tour 2007
- Get Happy Tour 2007, supporter per i Bowling for Soup, con gli Army of Freshmen e i Wheatus